# Seznam geomorfologických celků v Česku
Seznam geomorfologických celků v Česku uvádí přehled geomorfologických celků nacházejících se na území Česka, údaje o jejich rozloze a střední výšce a jejich začlenění do vyšších úrovní geomorfologického členění povrchu Země.

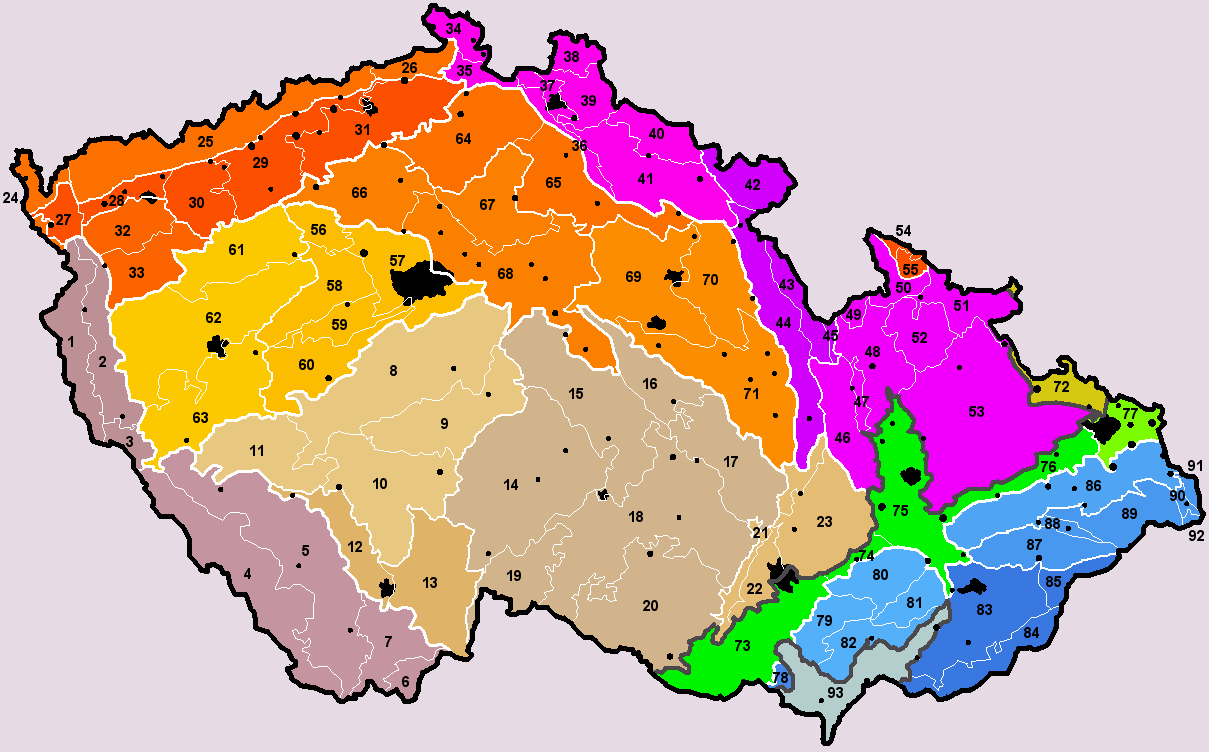
Mapa geomorfologických celků

| geomorfologický systém   | geomorfologický subsystém | GEOMORFOLOGICKÁ PROVINCIE | geomorfologická subprovincie      | geomorfologická oblast         | pořadí | geomorfologický celek            | rozloha celku v km2 | střední výška v m |
| ------------------------ | ------------------------- | ------------------------- | --------------------------------- | ------------------------------ | ------ | -------------------------------- | ------------------- | ----------------- |
| Hercynský systém         | Hercynská pohoří          | ČESKÁ VYSOČINA            | Šumavská subprovincie             | Českoleská oblast              | 1.     | Český les 1                      | 789                 | 628,2             |
| Hercynský systém         | Hercynská pohoří          | ČESKÁ VYSOČINA            | Šumavská subprovincie             | Českoleská oblast              | 2.     | Podčeskoleská pahorkatina 2      | 746                 | 491,1             |
| Hercynský systém         | Hercynská pohoří          | ČESKÁ VYSOČINA            | Šumavská subprovincie             | Českoleská oblast              | 3.     | Všerubská vrchovina 3            | 206                 | 517,0             |
| Hercynský systém         | Hercynská pohoří          | ČESKÁ VYSOČINA            | Šumavská subprovincie             | Šumavská hornatina             | 4.     | Šumava 4                         | 1671                | 921,5             |
| Hercynský systém         | Hercynská pohoří          | ČESKÁ VYSOČINA            | Šumavská subprovincie             | Šumavská hornatina             | 5.     | Šumavské podhůří 5               | 2407                | 634,4             |
| Hercynský systém         | Hercynská pohoří          | ČESKÁ VYSOČINA            | Šumavská subprovincie             | Šumavská hornatina             | 6.     | Novohradské hory 6               | 162                 | 809,9             |
| Hercynský systém         | Hercynská pohoří          | ČESKÁ VYSOČINA            | Šumavská subprovincie             | Šumavská hornatina             | 7.     | Novohradské podhůří 7            | 719                 | 555,8             |
| Hercynský systém         | Hercynská pohoří          | ČESKÁ VYSOČINA            | Česko-moravská subprovincie       | Středočeská pahorkatina        | 8.     | Benešovská pahorkatina 8         | 2410                | 366,2             |
| Hercynský systém         | Hercynská pohoří          | ČESKÁ VYSOČINA            | Česko-moravská subprovincie       | Středočeská pahorkatina        | 9.     | Vlašimská pahorkatina 9          | 1232                | 492,1             |
| Hercynský systém         | Hercynská pohoří          | ČESKÁ VYSOČINA            | Česko-moravská subprovincie       | Středočeská pahorkatina        | 10.    | Táborská pahorkatina 10          | 1599                | 449,3             |
| Hercynský systém         | Hercynská pohoří          | ČESKÁ VYSOČINA            | Česko-moravská subprovincie       | Středočeská pahorkatina        | 11.    | Blatenská pahorkatina 11         | 1087                | 509,2             |
| Hercynský systém         | Hercynská pohoří          | ČESKÁ VYSOČINA            | Česko-moravská subprovincie       | Jihočeské pánve                | 12.    | Českobudějovická pánev 12        | 640                 | 408,0             |
| Hercynský systém         | Hercynská pohoří          | ČESKÁ VYSOČINA            | Česko-moravská subprovincie       | Jihočeské pánve                | 13.    | Třeboňská pánev 13               | 1360                | 457,0             |
| Hercynský systém         | Hercynská pohoří          | ČESKÁ VYSOČINA            | Česko-moravská subprovincie       | Českomoravská vrchovina        | 14.    | Křemešnická vrchovina 14         | 2634                | 551,5             |
| Hercynský systém         | Hercynská pohoří          | ČESKÁ VYSOČINA            | Česko-moravská subprovincie       | Českomoravská vrchovina        | 15.    | Hornosázavská pahorkatina 15     | 1869                | 463,0             |
| Hercynský systém         | Hercynská pohoří          | ČESKÁ VYSOČINA            | Česko-moravská subprovincie       | Českomoravská vrchovina        | 16.    | Železné hory 16                  | 748                 | 480,4             |
| Hercynský systém         | Hercynská pohoří          | ČESKÁ VYSOČINA            | Česko-moravská subprovincie       | Českomoravská vrchovina        | 17.    | Hornosvratecká vrchovina 17      | 1135                | 580,2             |
| Hercynský systém         | Hercynská pohoří          | ČESKÁ VYSOČINA            | Česko-moravská subprovincie       | Českomoravská vrchovina        | 18.    | Křižanovská vrchovina 18         | 2722                | 541,2             |
| Hercynský systém         | Hercynská pohoří          | ČESKÁ VYSOČINA            | Česko-moravská subprovincie       | Českomoravská vrchovina        | 19.    | Javořická vrchovina 19           | 624                 | 603,5             |
| Hercynský systém         | Hercynská pohoří          | ČESKÁ VYSOČINA            | Česko-moravská subprovincie       | Českomoravská vrchovina        | 20.    | Jevišovická pahorkatina 20       | 2010                | 414,3             |
| Hercynský systém         | Hercynská pohoří          | ČESKÁ VYSOČINA            | Česko-moravská subprovincie       | Brněnská vrchovina             | 21.    | Boskovická brázda 21             | 409                 | 354,6             |
| Hercynský systém         | Hercynská pohoří          | ČESKÁ VYSOČINA            | Česko-moravská subprovincie       | Brněnská vrchovina             | 22.    | Bobravská vrchovina 22           | 371                 | 316,7             |
| Hercynský systém         | Hercynská pohoří          | ČESKÁ VYSOČINA            | Česko-moravská subprovincie       | Brněnská vrchovina             | 23.    | Drahanská vrchovina 23           | 1183                | 462,8             |
| Hercynský systém         | Hercynská pohoří          | ČESKÁ VYSOČINA            | Krušnohorská subprovincie         | Krušnohorská hornatina         | 24.    | Smrčiny 24                       | 289                 | 572,1             |
| Hercynský systém         | Hercynská pohoří          | ČESKÁ VYSOČINA            | Krušnohorská subprovincie         | Krušnohorská hornatina         | 25.    | Krušné hory 25                   | 1607                | 707,6             |
| Hercynský systém         | Hercynská pohoří          | ČESKÁ VYSOČINA            | Krušnohorská subprovincie         | Krušnohorská hornatina         | 26.    | Děčínská vrchovina 26            | 278                 | 358,4             |
| Hercynský systém         | Hercynská pohoří          | ČESKÁ VYSOČINA            | Krušnohorská subprovincie         | Podkrušnohorská oblast         | 27.    | Chebská pánev 27                 | 271                 | 458,2             |
| Hercynský systém         | Hercynská pohoří          | ČESKÁ VYSOČINA            | Krušnohorská subprovincie         | Podkrušnohorská oblast         | 28.    | Sokolovská pánev 28              | 312                 | 451,8             |
| Hercynský systém         | Hercynská pohoří          | ČESKÁ VYSOČINA            | Krušnohorská subprovincie         | Podkrušnohorská oblast         | 29.    | Mostecká pánev 29                | 1105                | 272,1             |
| Hercynský systém         | Hercynská pohoří          | ČESKÁ VYSOČINA            | Krušnohorská subprovincie         | Podkrušnohorská oblast         | 30.    | Doupovské hory 30                | 607                 | 558,2             |
| Hercynský systém         | Hercynská pohoří          | ČESKÁ VYSOČINA            | Krušnohorská subprovincie         | Podkrušnohorská oblast         | 31.    | České středohoří 31              | 1265                | 362,9             |
| Hercynský systém         | Hercynská pohoří          | ČESKÁ VYSOČINA            | Krušnohorská subprovincie         | Karlovarská vrchovina          | 32.    | Slavkovský les 32                | 559                 | 661,8             |
| Hercynský systém         | Hercynská pohoří          | ČESKÁ VYSOČINA            | Krušnohorská subprovincie         | Karlovarská vrchovina          | 33.    | Tepelská vrchovina 33            | 682                 | 627,3             |
| Hercynský systém         | Hercynská pohoří          | ČESKÁ VYSOČINA            | Krkonošsko-jesenická subprovincie | Krkonošská oblast              | 34.    | Šluknovská pahorkatina 34        | 276                 | 423,4             |
| Hercynský systém         | Hercynská pohoří          | ČESKÁ VYSOČINA            | Krkonošsko-jesenická subprovincie | Krkonošská oblast              | 35.    | Lužické hory 35                  | 180                 | 509,2             |
| Hercynský systém         | Hercynská pohoří          | ČESKÁ VYSOČINA            | Krkonošsko-jesenická subprovincie | Krkonošská oblast              | 36.    | Ještědsko-kozákovský hřbet 36    | 200                 | 518,5             |
| Hercynský systém         | Hercynská pohoří          | ČESKÁ VYSOČINA            | Krkonošsko-jesenická subprovincie | Krkonošská oblast              | 37.    | Žitavská pánev 37                | 187                 | 384,2             |
| Hercynský systém         | Hercynská pohoří          | ČESKÁ VYSOČINA            | Krkonošsko-jesenická subprovincie | Krkonošská oblast              | 38.    | Frýdlantská pahorkatina 38       | 241                 | 359,4             |
| Hercynský systém         | Hercynská pohoří          | ČESKÁ VYSOČINA            | Krkonošsko-jesenická subprovincie | Krkonošská oblast              | 39.    | Jizerské hory 39                 | 417                 | 695,8             |
| Hercynský systém         | Hercynská pohoří          | ČESKÁ VYSOČINA            | Krkonošsko-jesenická subprovincie | Krkonošská oblast              | 40.    | Krkonoše 40                      | 454                 | 901,0             |
| Hercynský systém         | Hercynská pohoří          | ČESKÁ VYSOČINA            | Krkonošsko-jesenická subprovincie | Krkonošská oblast              | 41.    | Krkonošské podhůří 41            | 1247                | 463,2             |
| Hercynský systém         | Hercynská pohoří          | ČESKÁ VYSOČINA            | Krkonošsko-jesenická subprovincie | Orlická oblast                 | 42.    | Broumovská vrchovina 42          | 535                 | 527,1             |
| Hercynský systém         | Hercynská pohoří          | ČESKÁ VYSOČINA            | Krkonošsko-jesenická subprovincie | Orlická oblast                 | 43.    | Orlické hory 43                  | 341                 | 713,0             |
| Hercynský systém         | Hercynská pohoří          | ČESKÁ VYSOČINA            | Krkonošsko-jesenická subprovincie | Orlická oblast                 | 44.    | Podorlická pahorkatina 44        | 1115                | 454,1             |
| Hercynský systém         | Hercynská pohoří          | ČESKÁ VYSOČINA            | Krkonošsko-jesenická subprovincie | Orlická oblast                 | 45.    | Kladská kotlina 45               | 58                  | 549,8             |
| Hercynský systém         | Hercynská pohoří          | ČESKÁ VYSOČINA            | Krkonošsko-jesenická subprovincie | Jesenická oblast               | 46.    | Zábřežská vrchovina 46           | 734                 | 426,5             |
| Hercynský systém         | Hercynská pohoří          | ČESKÁ VYSOČINA            | Krkonošsko-jesenická subprovincie | Jesenická oblast               | 47.    | Mohelnická brázda 47             | 119                 | 288,8             |
| Hercynský systém         | Hercynská pohoří          | ČESKÁ VYSOČINA            | Krkonošsko-jesenická subprovincie | Jesenická oblast               | 48.    | Hanušovická vrchovina 48         | 793                 | 527,2             |
| Hercynský systém         | Hercynská pohoří          | ČESKÁ VYSOČINA            | Krkonošsko-jesenická subprovincie | Jesenická oblast               | 49.    | Králický Sněžník 49              | 76                  | 930,9             |
| Hercynský systém         | Hercynská pohoří          | ČESKÁ VYSOČINA            | Krkonošsko-jesenická subprovincie | Jesenická oblast               | 50.    | Rychlebské hory 50               | 276                 | 644,7             |
| Hercynský systém         | Hercynská pohoří          | ČESKÁ VYSOČINA            | Krkonošsko-jesenická subprovincie | Jesenická oblast               | 51.    | Zlatohorská vrchovina 51         | 527                 | 495,8             |
| Hercynský systém         | Hercynská pohoří          | ČESKÁ VYSOČINA            | Krkonošsko-jesenická subprovincie | Jesenická oblast               | 52.    | Hrubý Jeseník 52                 | 530                 | 887,6             |
| Hercynský systém         | Hercynská pohoří          | ČESKÁ VYSOČINA            | Krkonošsko-jesenická subprovincie | Jesenická oblast               | 53.    | Nízký Jeseník 53                 | 2894                | 482,5             |
| Hercynský systém         | Hercynská pohoří          | ČESKÁ VYSOČINA            | Krkonošsko-jesenická subprovincie | Krkonošsko-jesenické podhůří   | 54.    | Vidnavská nížina 54              | 47                  | 270,4             |
| Hercynský systém         | Hercynská pohoří          | ČESKÁ VYSOČINA            | Krkonošsko-jesenická subprovincie | Krkonošsko-jesenické podhůří   | 55.    | Žulovská pahorkatina 55          | 107                 | 336,8             |
| Hercynský systém         | Hercynská pohoří          | ČESKÁ VYSOČINA            | Poberounská subprovincie          | Brdská oblast                  | 56.    | Džbán 56                         | 311                 | 416,6             |
| Hercynský systém         | Hercynská pohoří          | ČESKÁ VYSOČINA            | Poberounská subprovincie          | Brdská oblast                  | 57.    | Pražská plošina 57               | 1128                | 302,5             |
| Hercynský systém         | Hercynská pohoří          | ČESKÁ VYSOČINA            | Poberounská subprovincie          | Brdská oblast                  | 58.    | Křivoklátská vrchovina 58        | 745                 | 417,8             |
| Hercynský systém         | Hercynská pohoří          | ČESKÁ VYSOČINA            | Poberounská subprovincie          | Brdská oblast                  | 59.    | Hořovická pahorkatina 59         | 427                 | 352,7             |
| Hercynský systém         | Hercynská pohoří          | ČESKÁ VYSOČINA            | Poberounská subprovincie          | Brdská oblast                  | 60.    | Brdská vrchovina 60              | 827                 | 556,0             |
| Hercynský systém         | Hercynská pohoří          | ČESKÁ VYSOČINA            | Poberounská subprovincie          | Plzeňská pahorkatina           | 61.    | Rakovnická pahorkatina 61        | 1003                | 439,6             |
| Hercynský systém         | Hercynská pohoří          | ČESKÁ VYSOČINA            | Poberounská subprovincie          | Plzeňská pahorkatina           | 62.    | Plaská pahorkatina 62            | 2180                | 423,3             |
| Hercynský systém         | Hercynská pohoří          | ČESKÁ VYSOČINA            | Poberounská subprovincie          | Plzeňská pahorkatina           | 63.    | Švihovská vrchovina 63           | 1424                | 460,3             |
| Hercynský systém         | Hercynská pohoří          | ČESKÁ VYSOČINA            | Česká tabule                      | Severočeská tabule             | 64.    | Ralská pahorkatina 64            | 1356                | 318,2             |
| Hercynský systém         | Hercynská pohoří          | ČESKÁ VYSOČINA            | Česká tabule                      | Severočeská tabule             | 65.    | Jičínská pahorkatina 65          | 1244                | 305,6             |
| Hercynský systém         | Hercynská pohoří          | ČESKÁ VYSOČINA            | Česká tabule                      | Středočeská tabule             | 66.    | Dolnooharská tabule 66           | 1139                | 229,2             |
| Hercynský systém         | Hercynská pohoří          | ČESKÁ VYSOČINA            | Česká tabule                      | Středočeská tabule             | 67.    | Jizerská tabule 67               | 949                 | 260,2             |
| Hercynský systém         | Hercynská pohoří          | ČESKÁ VYSOČINA            | Česká tabule                      | Středočeská tabule             | 68.    | Středolabská tabule 68           | 2266                | 215,0             |
| Hercynský systém         | Hercynská pohoří          | ČESKÁ VYSOČINA            | Česká tabule                      | Východočeská tabule            | 69.    | Východolabská tabule 69          | 1689                | 251,5             |
| Hercynský systém         | Hercynská pohoří          | ČESKÁ VYSOČINA            | Česká tabule                      | Východočeská tabule            | 70.    | Orlická tabule 70                | 966                 | 290,6             |
| Hercynský systém         | Hercynská pohoří          | ČESKÁ VYSOČINA            | Česká tabule                      | Východočeská tabule            | 71.    | Svitavská pahorkatina 71         | 1692                | 412,2             |
| Hercynský systém         | Epihercynské nížiny       | STŘEDOEVROPSKÁ NÍŽINA     | Středopolské nížiny               | Slezská nížina                 | 72.    | Opavská pahorkatina 72           | 394                 | 258,3             |
| Alpsko-himálajský systém | Karpaty                   | ZÁPADNÍ KARPATY           | Vněkarpatské sníženiny            | Západní Vněkarpatské sníženiny | 73.    | Dyjsko-svratecký úval 73         | 1452                | 210,0             |
| Alpsko-himálajský systém | Karpaty                   | ZÁPADNÍ KARPATY           | Vněkarpatské sníženiny            | Západní Vněkarpatské sníženiny | 74.    | Vyškovská brána 74               | 141                 | 226,5             |
| Alpsko-himálajský systém | Karpaty                   | ZÁPADNÍ KARPATY           | Vněkarpatské sníženiny            | Západní Vněkarpatské sníženiny | 75.    | Hornomoravský úval 75            | 1315                | 225,8             |
| Alpsko-himálajský systém | Karpaty                   | ZÁPADNÍ KARPATY           | Vněkarpatské sníženiny            | Západní Vněkarpatské sníženiny | 76.    | Moravská brána 76                | 534                 | 263,5             |
| Alpsko-himálajský systém | Karpaty                   | ZÁPADNÍ KARPATY           | Vněkarpatské sníženiny            | Severní Vněkarpatské sníženiny | 77.    | Ostravská pánev 77               | 486                 | 244,0             |
| Alpsko-himálajský systém | Karpaty                   | ZÁPADNÍ KARPATY           | Vnější Západní Karpaty            | Jihomoravské Karpaty           | 78.    | Mikulovská vrchovina 78          | 81                  | 263,4             |
| Alpsko-himálajský systém | Karpaty                   | ZÁPADNÍ KARPATY           | Vnější Západní Karpaty            | Středomoravské Karpaty         | 79.    | Ždánický les 79                  | 470                 | 270,7             |
| Alpsko-himálajský systém | Karpaty                   | ZÁPADNÍ KARPATY           | Vnější Západní Karpaty            | Středomoravské Karpaty         | 80.    | Litenčická pahorkatina 80        | 590                 | 293,7             |
| Alpsko-himálajský systém | Karpaty                   | ZÁPADNÍ KARPATY           | Vnější Západní Karpaty            | Středomoravské Karpaty         | 81.    | Chřiby 81                        | 335                 | 342,6             |
| Alpsko-himálajský systém | Karpaty                   | ZÁPADNÍ KARPATY           | Vnější Západní Karpaty            | Středomoravské Karpaty         | 82.    | Kyjovská pahorkatina 82          | 482                 | 235,2             |
| Alpsko-himálajský systém | Karpaty                   | ZÁPADNÍ KARPATY           | Vnější Západní Karpaty            | Slovensko-moravské Karpaty     | 83.    | Vizovická vrchovina 83           | 1399                | 338,7             |
| Alpsko-himálajský systém | Karpaty                   | ZÁPADNÍ KARPATY           | Vnější Západní Karpaty            | Slovensko-moravské Karpaty     | 84.    | Bílé Karpaty 84                  | 575                 | 473,0             |
| Alpsko-himálajský systém | Karpaty                   | ZÁPADNÍ KARPATY           | Vnější Západní Karpaty            | Slovensko-moravské Karpaty     | 85.    | Javorníky 85                     | 229                 | 631,6             |
| Alpsko-himálajský systém | Karpaty                   | ZÁPADNÍ KARPATY           | Vnější Západní Karpaty            | Západobeskydské podhůří        | 86.    | Podbeskydská pahorkatina 86      | 1508                | 353,0             |
| Alpsko-himálajský systém | Karpaty                   | ZÁPADNÍ KARPATY           | Vnější Západní Karpaty            | Západní Beskydy                | 87.    | Hostýnsko-vsetínská hornatina 87 | 629                 | 552,9             |
| Alpsko-himálajský systém | Karpaty                   | ZÁPADNÍ KARPATY           | Vnější Západní Karpaty            | Západní Beskydy                | 88.    | Rožnovská brázda 88              | 109                 | 486,5             |
| Alpsko-himálajský systém | Karpaty                   | ZÁPADNÍ KARPATY           | Vnější Západní Karpaty            | Západní Beskydy                | 89.    | Moravskoslezské Beskydy 89       | 623                 | 703,3             |
| Alpsko-himálajský systém | Karpaty                   | ZÁPADNÍ KARPATY           | Vnější Západní Karpaty            | Západní Beskydy                | 90.    | Jablunkovská brázda 90           | 74                  | 441,9             |
| Alpsko-himálajský systém | Karpaty                   | ZÁPADNÍ KARPATY           | Vnější Západní Karpaty            | Západní Beskydy                | 91.    | Slezské Beskydy 91               | 54                  | 613,7             |
| Alpsko-himálajský systém | Karpaty                   | ZÁPADNÍ KARPATY           | Vnější Západní Karpaty            | Západní Beskydy                | 92.    | Jablunkovské mezihoří 92         | 26                  | 592,3             |
| Alpsko-himálajský systém | Panonská pánev            | ZÁPADOPANONSKÁ PÁNEV      | Vídeňská pánev                    | Jihomoravská pánev             | 93.    | Dolnomoravský úval 93            | 965                 | 183,2             |
| Alpsko-himálajský systém | Panonská pánev            | ZÁPADOPANONSKÁ PÁNEV      | Vídeňská pánev                    | Záhorská nížina                | 94.    | Chvojnická pahorkatina           | 5                   | 265,0             |